# Tónica (festival)
Tónica es un festival de música jazz llevado a cabo en la ciudad de Guadalajara, México. En su edición 2008 produjo en total de 120 eventos entre conciertos, conferencias, mesas redondas, exposiciones, programas de radio, Web, ciclos fílmicos, producción de material discográfico, documentales, artistas-en-residencia, clínicas, clases maestras impartidas por los músicos invitados y cursos teórico / prácticos de música contemporánea.
Debido a las concepciones y el número de asistentes y eventos en el 2008, el festival Tónica se consolidó como el festival de Jazz más grande e importante en América.

## Historia
El festival surge en el año 2004 como respuesta al inminente y rápido crecimiento de la cultura Jazz en la ciudad de Guadalajara. La respuesta de la asistencia desde la primera edición fue contundente para el importante crecimiento tanto del festival como de la cultural jazz en esta ciudad, que ahora se ha convertido en una plataforma para músicos de jazz alrededor del mundo.